# 长叶小果柿
长叶小果柿（学名：Diospyros vaccinioides var. oblongata）为柿科柿属下的一个变种。

## 扩展阅读
- 維基物種上的相關：长叶小果柿